# Waku-Kungo
Waku-Kungo (auch Wacu Cungo und ähnliche Schreibweisen, bis 1975 Santa Comba) ist eine Stadt im zentralen Hochland von Angola ca. 400 Kilometer südöstlich von Luanda. Sie ist die Hauptstadt des Landkreises von Cela in der Provinz Cuanza Sul und hat etwa 11.000 Einwohner (2006). Gelegentlich wird die Stadt nach dem Kreis Cela benannt.
Die Stadt liegt an der Hauptverbindungsstraße von Luanda nach Huambo.

## Geschichte

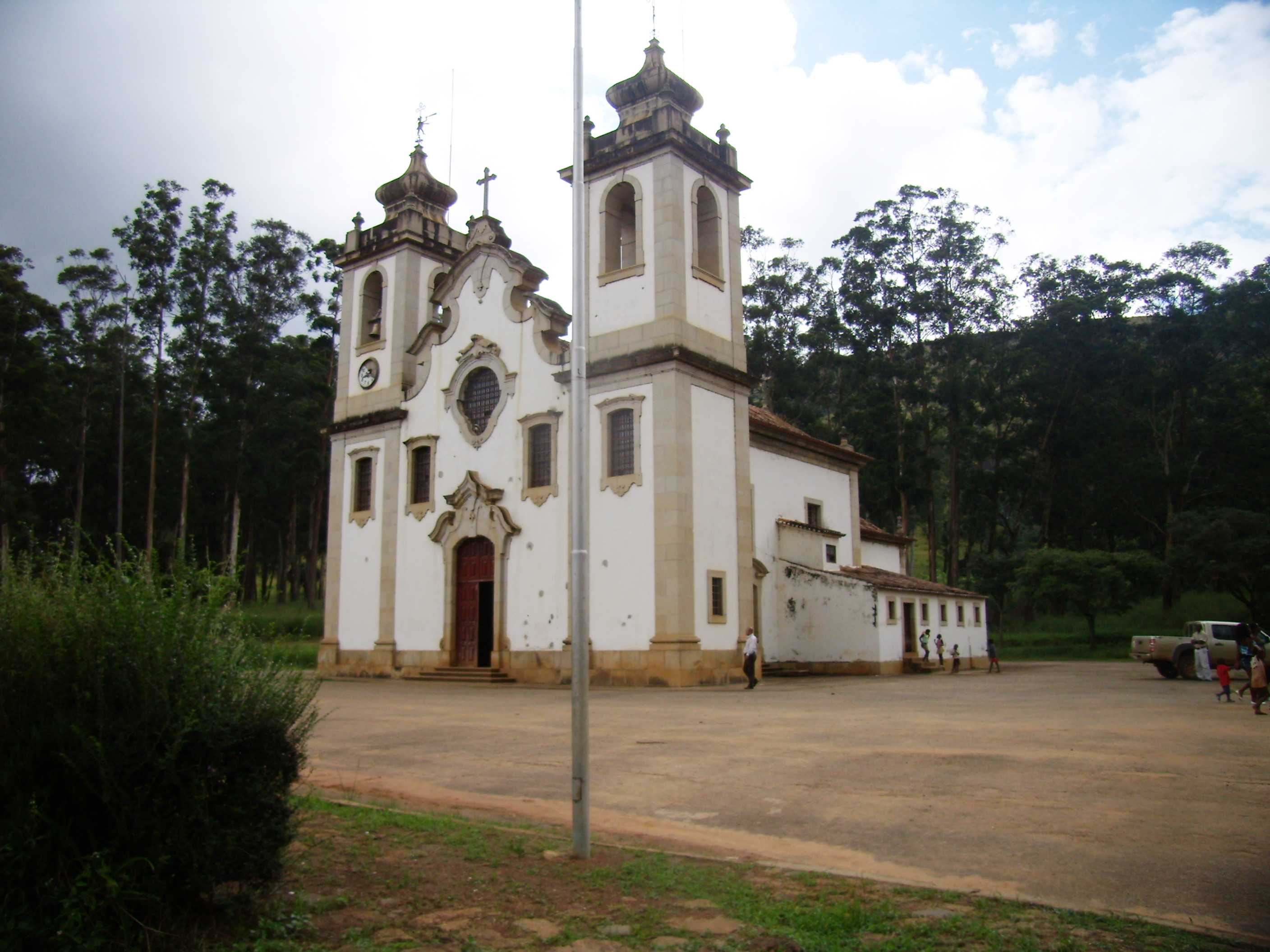
Die Gemeindekirche von Waku-Kungo

Seit dem 16. Jahrhundert kamen immer größere Teile Angolas unter die Kontrolle des Portugiesischen Weltreichs. Im Zuge seiner Verwaltungsreformen 1769 gründete der portugiesische Gouverneur Angolas, Francisco Inocêncio de Sousa Coutinho, die Provinz Cuanza Sul. Cela wurde ein Landkreis darin, und Waku-Kungo die Kreishauptstadt.
Die Portugiesen nannten den Ort Santa Comba, in Anlehnung an die portugiesische Kleinstadt Santa Comba Dão. Am 6. Juli 1970 wurde er zur Stadt (Cidade) erhoben. Nach der Unabhängigkeit Angolas 1975 erhielt der Ort seinen heutigen Namen.
Während des angolanischen Bürgerkriegs (1975–2002) war die Region stark umkämpft und wurde mehrfach wechselnd von den Bürgerkriegsparteien (MPLA mit Hilfe kubanischer Truppen, UNITA mit Hilfe südafrikanischer Truppen) eingenommen. Die ca. 25 Kilometer südlich der Stadt gelegene und strategisch wichtige Brücke der Hauptstraße nach Huambo über den Fluss Queve wurde dabei lange von kubanischen Truppen gehalten. In der dortigen Region finden sich nach wie vor viele Landminen, neben angolanischen Hilfsorganisationen und gewerblichen Unternehmen war von 2006 bis 2009 die deutsche Minenräumorganisation Stiftung Sankt Barbara Deutschland in der Region mit der Räumung der Hinterlassenschaften des Bürgerkriegs beschäftigt.

## Verwaltung
Waku-Kungo ist Sitz einer gleichnamigen Gemeinde (Comuna) im Kreis (Município) von Cela, in der Provinz Cuanza Sul. Die Gemeinde hat etwa 11.000 Einwohner (Schätzung 2006). Die Volkszählung 2014 soll fortan gesicherte Bevölkerungsdaten liefern.

## Wirtschaft und Infrastruktur

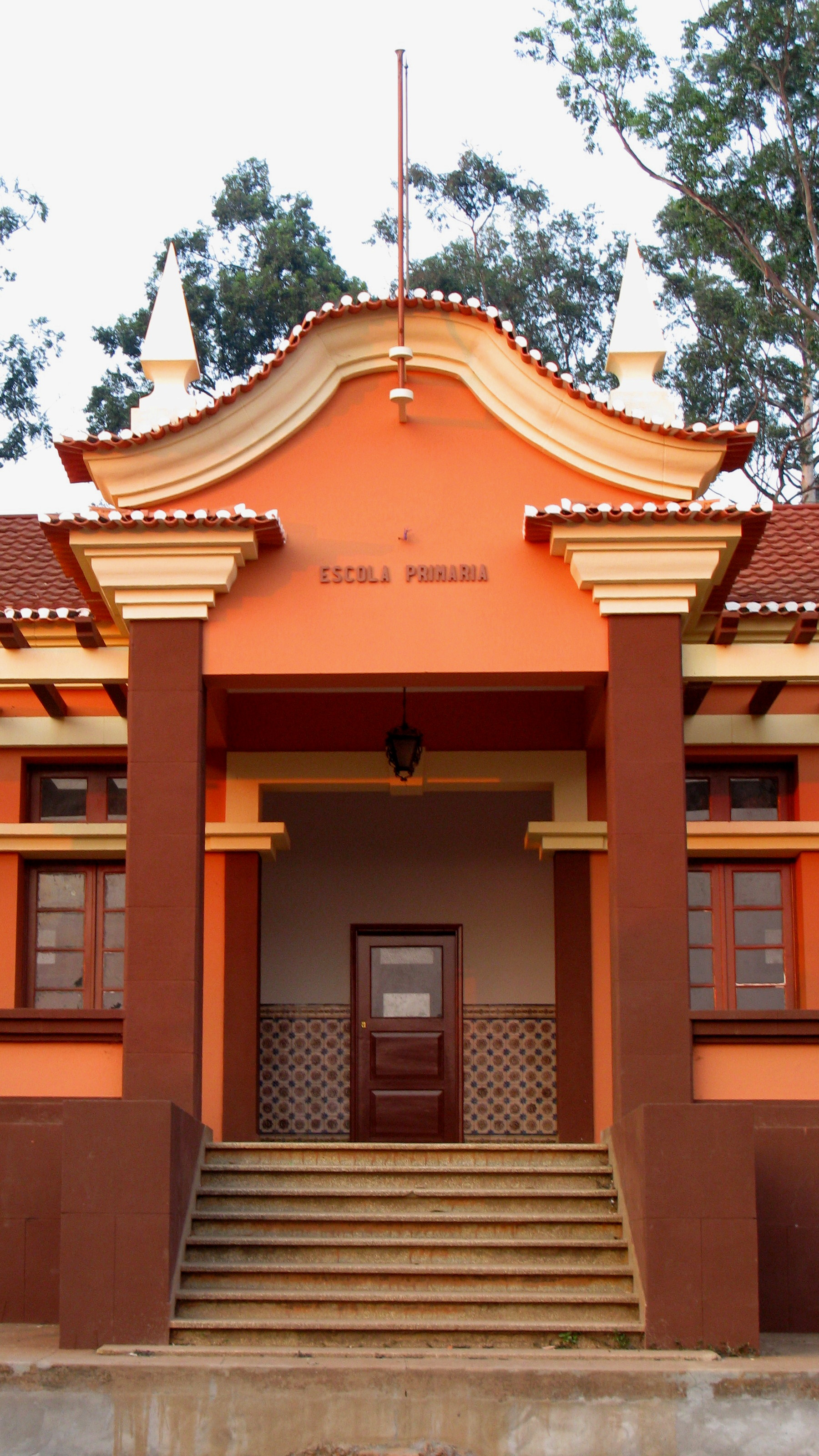
Grundschule in Waku-Kungo

Die Gegend um Waku-Kungo ist aufgrund der Böden und ausgiebigen Niederschläge wie weite Bereiche des zentralen Hochlands sehr geeignet für die Landwirtschaft. Nach dem Bürgerkrieg wurde dort das landwirtschaftliche Großprojekt "Aldeia Nova" ins Leben gerufen, das der während des Krieges geflohenen und nun zurückkehrenden Bevölkerung eine Zukunftsperspektive ermöglichen soll.
Für das Jahr 2014 ist ein 448 Millionen Kwanzas (ca. 3,3 Mio. Euro) teures Programm der Kreisverwaltung zur Bekämpfung von Hunger und Armut aufgelegt worden. Es beinhaltet Maßnahmen wie Schulspeisung, erneuerte und erweiterte Einrichtungen der grundlegenden Gesundheitsversorgung, Mikrokredite, und eine Reihe weiterer Maßnahmen zur Stärkung der Gesellschaft und der Infrastrukturen im Kreis.
Dazu ist der Tourismus in Waku-Kungo seit 2011 Ziel besonderer Förderung durch die Provinzregierung.